# Marek Helsner
Marek Helsner (* 3. Januar 1969 in Karlsbad, Tschechoslowakei) ist ein deutscher Drehbuchautor und Politiker (Bündnis 90/Die Grünen).

## Leben
Nach seiner Geburt flüchtete Helsners Familie vor der kommunistischen Diktatur in der Tschechoslowakei in die Bundesrepublik Deutschland. Dort wuchs er in verschiedenen Städten auf. Er legte das Abitur in Bremen ab. Er studierte zunächst Philosophie in Berlin und anschließend Schauspiel an der Staatlichen Hochschule für Musik und Darstellende Kunst in Stuttgart. Es folgten Engagements an den Theatern in Schwerin, Mannheim, Zürich, Linz und Potsdam. Er arbeitete unter anderem mit Hans-Ulrich Becker, Kurt Palm, Peter Dehler, Benno Besson und dessen Sohn Philippe Besson zusammen.
Seit einem Drehbuchstudium an der Deutschen Film- und Fernsehakademie Berlin, das er 2005 abschloss, ist er vorrangig als Drehbuchautor für Kino und Fernsehen tätig.
Von Oktober 2023 bis Oktober 2024 war Helsner gemeinsam mit Franziska Tell Vorstandssprecher des Landesverbands der Bremer Grünen.
Er ist seit 2004 mit Cornelia Helsner verheiratet und hat drei Kinder.

## Hörspiele (Auswahl)
- 1992: Christoph Gahl: Jerichow (Angler) – Regie: Hans Peter Bögel (Kurzhörspiel, Kinderhörspiel – SDR)
- 1993: Sibylle Nicolai: Der aufhaltsame Abgang der Aline Tüttelberger (Stimme) – Regie: Reinhard Zobel (Original-Hörspiel, Kriminalhörspiel – BR/SDR/HR)
- 1993: Hatty Naylor: Geschichte eines Verlustes (1. Sucher/Moderator) – Regie: Norbert Schaeffer (Originalhörspiel – SWF)
- 1994: Ralf Kröner: Micha und das Monster (Verkäufer) – Regie: Hans Peter Bögel (Originalhörspiel, Kurzhörspiel, Kinderhörspiel – SDR)
- 1994: Ronnie Smith: Aus Studio 13:  Alte Liebe rostet nicht – Regie: Stefan Hilsbecher (Originalhörspiel, Kriminalhörspiel – SDR)

Quelle: ARD-Hörspieldatenbank